# Jai Crawford
Pour les articles homonymes, voir Crawford.
David Jai Crawford, né le 4 août 1983 à Hobart, est un coureur cycliste australien.

## Biographie
En mai 2016, il est déclaré officiellement vainqueur du classement final du Tour de l'Ijen, et également vainqueur de l'étape reine au sommet du volcan Ijen. Le vainqueur initial, Peter Pouly, a été déclassé car son vélo, ainsi que celui de plusieurs de ses équipiers, étaient non-conformes aux normes de l'Union cycliste internationale. Le vélo, pesé à l'arrivée après une requête de Crawford, présentait seulement 6,2 kilogrammes, soit 600 grammes de moins que la limite autorisée par l'UCI. À la suite de la décision du jury de déclasser Pouly, Crawford déclare sur Twitter « justice est faite, après avoir terminé deuxième dans tant de courses 2.2 derrière des personnalités controversées », et il qualifie Peter Pouly comme « un dopé notoire », ayant « cherché par tous les moyens possibles de tricher ».

## Palmarès
- 2007
  - Classement général du Tour du Siam
  - 2e du Tour de Java oriental
- 2008
  - 2e du Tour du Japon
  - 3e du Tour de Java oriental
- 2009
  - 3e étape du Tour de Wellington
  - 2e du Tour de Langkawi
  - 2e du Jelajah Malaysia
  - 2e du Tour de Corée
- 2010
  - 5e étape du Tour de l'Utah
- 2011
  - 1re étape du Tour de Tasmanie (contre-la-montre par équipes)
- 2012
  - 2e étape du Jelajah Malaysia
  - 1re étape du Tour de Tasmanie (contre-la-montre par équipes)
  - 2e du Jelajah Malaysia
  - 2e du Tour de Singkarak
  - 3e du Tour de Toowoomba
- 2013
  - 3e étape du Tour de Toowoomba (contre-la-montre par équipes)
  - 1re étape du Tour de Tasmanie (contre-la-montre par équipes)
  - 2e de la Battle on the Border
- 2014
  - 3e étape du Tour de Tasmanie
- 2016
  - Tour de l'Ijen :	
    - Classement général
    - 4e étape

  - 2e du Tour d'Okinawa
- 2017
  - Classement général du Tour des Philippines
  - 2e du Tour de Tochigi
  - 2e du Tour des Moluques

## Classements mondiaux
| Année                                 | 2006 | 2007 | 2008 | 2009 | 2010 | 2011 | 2012 | 2013 | 2014 | 2015 | 2016 | 2017 | 2018  |
| ------------------------------------- | ---- | ---- | ---- | ---- | ---- | ---- | ---- | ---- | ---- | ---- | ---- | ---- | ----- |
| Classement mondial                    |      |      |      |      |      |      |      |      |      |      | 709e | 390e | 1257e |
| UCI Asia Tour                         | nc   | 9e   | 35e  | 10e  | nc   | 126e | 30e  | 268e | 285e | 193e | 87e  | 22e  | 190e  |
| UCI Oceania Tour                      | 104e | nc   | nc   | 40e  | 75e  | nc   | nc   | nc   | 45e  | nc   | nc   | nc   | nc    |
|                                       |      |      |      |      |      |      |      |      |      |      |      |      |       |
| Légende : nc = non classéSource : UCI |      |      |      |      |      |      |      |      |      |      |      |      |       |